# Bares (Mañón)

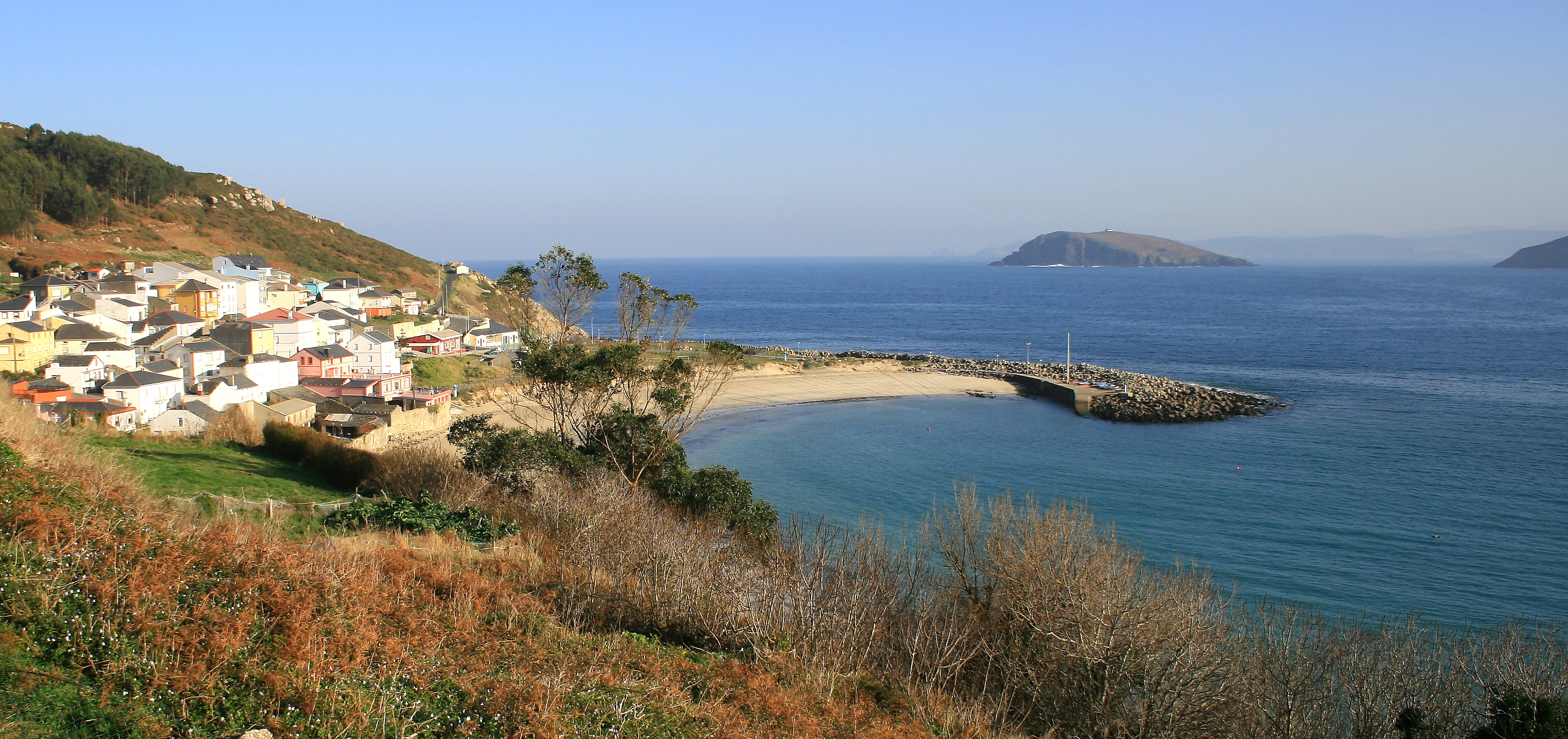
Porto de Bares, com o molhe pré-histórico no estremo

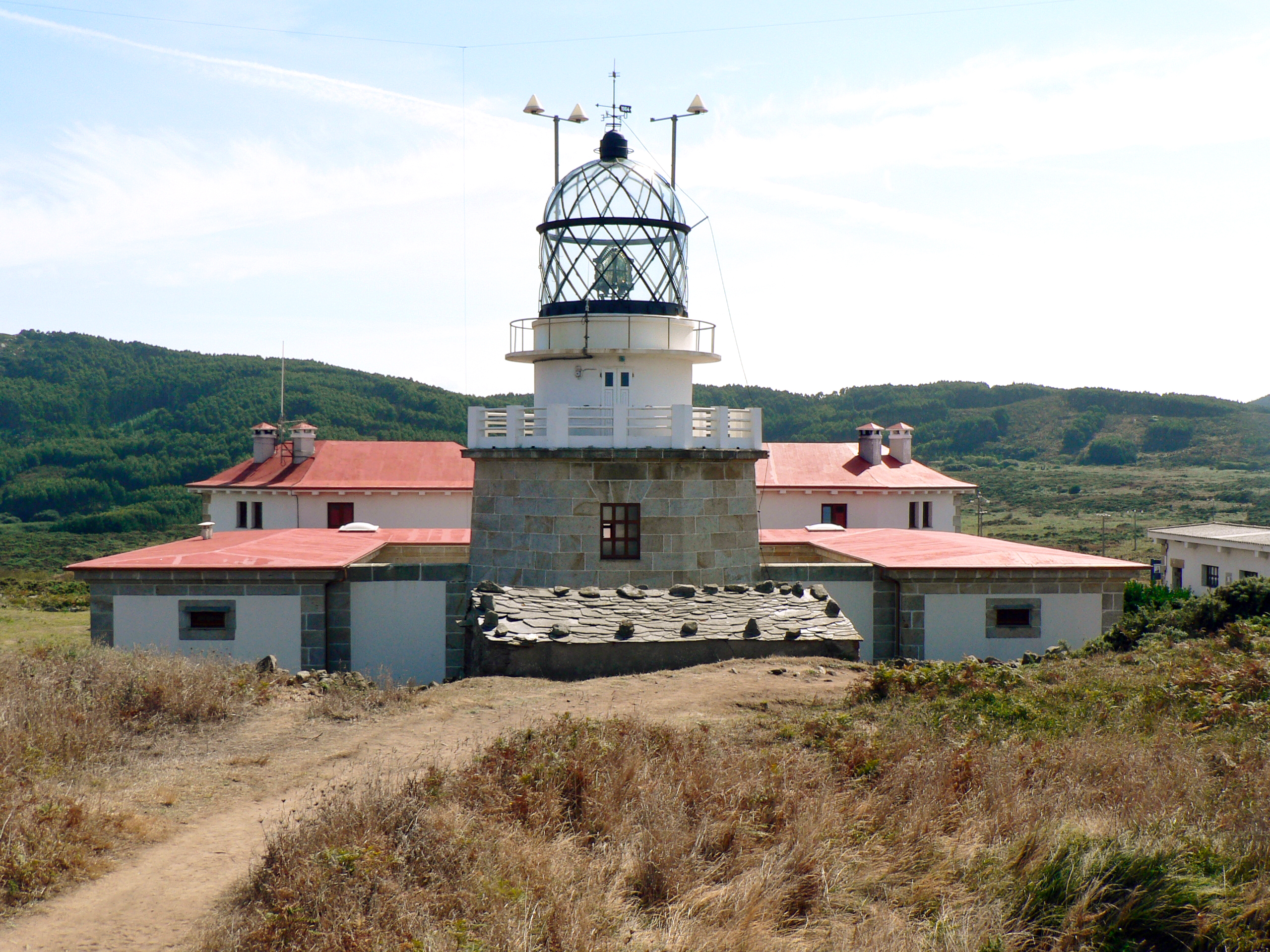
Farol da Estaca de Bares

Bares é uma paróquia do concelho de Mañón situada no extremo esquerdo da ria que forma o Sor.
O extremo desta península é o cabo Estaca de Bares. Nele há um parque eólico, precisamente numa localização na qual abundavam em tempos os moinhos de vento e as aceias.

## História
O porto de Bares aparece citado pela primeira vez em 916 num documento do rei Ordonho II, quem concedeu o senhorio da Vila de Bares e um mosteiro sito na paróquia de Mogor ao bispo de Mondoñedo Sabarico II. Mas a sua existência como vila e como porto remonta a muitos séculos antes, como demonstran os achados de moedas fenícias, tégulas, ânforas e uma necrópole romana. Encontraram-se também várias mamoas, que foram catalogadas por Federico Maciñeira.
O molhe do porto de Bares, uma magnífica construção a jeito de quebra-mar, de grandes rochas; é conhecido com o nome de O Coído. Pode ser considerado o porto mais antigo dos conhecidos no Noroeste da Península Ibérica, talvez de origem fenícia. Muitos expertos, incluindo Federico Maciñeira e Fernando Alonso Romero, assinaram-lhe uma cronologia pré ou proto-histórica, levando em conta os freqüentes e importantes achados efetuados neste lugar. Uma teoria alternativa é a de que remonta ao século XIII ou XIV, quando se generalizou a caça da baleia no litoral cantábrico, e Bares se converteu num porto refúgio para barcos baleeiros.

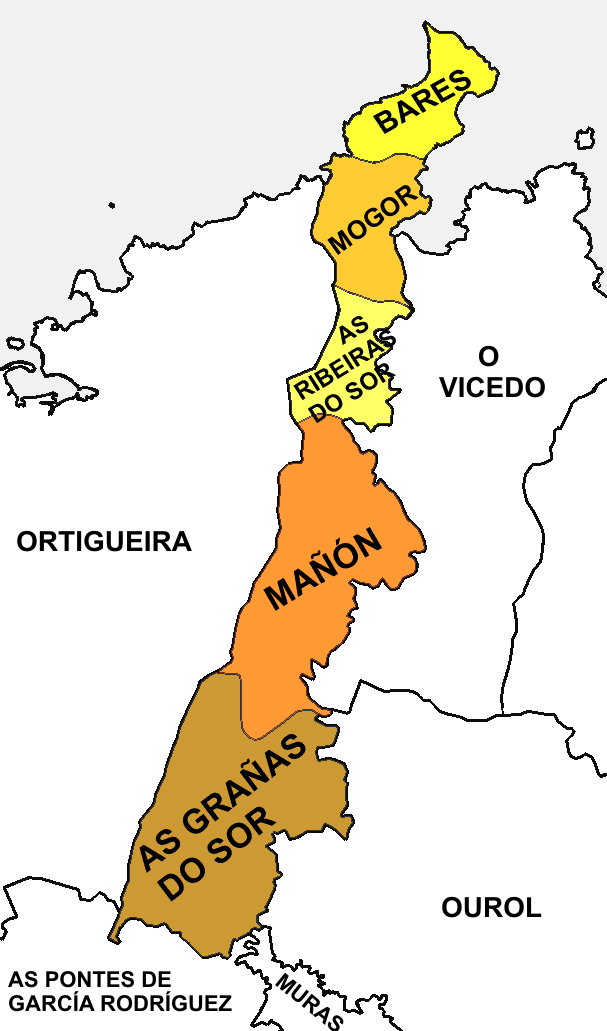
As cinco paróquias que formam o concelho de Mañón

Ficam os vestígios de uma base do Exército dos Estados Unidos, pertencendo ao sistema LORAN para controlo das comunicações aéreas. Foi abandonada em 1991.
Também pode encontrar-se no alto do monte de Bares uma guarita de pedra, do século XVIII, que comunicava com outras duas em Espasante e no alto do Ortegal, cumprindo uma missão de vigilância do território.